# Matt Craven
Pour les articles homonymes, voir Craven.
Matt Craven, né Matthew John Crnkovich le 10 novembre 1956 à Port Colborne au Canada, est un acteur canadien.

## Filmographie

### Cinéma
- 1979 : Bravery in the Field : Lennie
- 1979 : Arrête de ramer, t'es sur le sable : Hardware
- 1980 : Les Motos sauvages : Chrome
- 1981 : Happy Birthday : Souhaitez ne jamais être invité (Happy Birthday to Me) : Steve Maxwell
- 1984 : That's My Baby! : Andy
- 1986 : Agent on Ice : Joey Matera
- 1987 : Les Filous : Looney
- 1988 : Palais Royale : Gerald Price
- 1990 : Blue Steel : Howard
- 1989 : Chattahoochee : Lonny
- 1990 : L'Échelle de Jacob : Michael
- 1992 : K2 : Harold Jameson
- 1992 : Des hommes d'honneur : le lieutenant Dave Spradling
- 1993 : L'Été indien (Indian Summer) : Jamie Ross
- 1994 : Double Cross : Bernard March
- 1994 : Killer : Archie (vidéo)
- 1995 : Crash (Breach of Trust) : Rodney Powell
- 1995 : USS Alabama : le lieutenant Roy Zimmer
- 1996 : Décompte infernal (The Final Cut) : Emerson Lloyd
- 1996 : La Jurée : Boone
- 1996 : Tigre blanc (White Tiger) : John Grogan
- 1997 : Never Too Late : Carl
- 1997 : Les Sourdoués (Masterminds) : Jake Paxton
- 1998 : Paulie, le perroquet qui parlait trop : Warren Alweather
- 2000 : Ce que je sais d'elle... d'un simple regard : Walter
- 2002 : Apparitions : Eric
- 2003 : La Vie de David Gale : Dusty Wright
- 2003 : Prisonniers du temps : Steven Kramer
- 2003 : The Statement : David Manenbaum
- 2004 : L'Enlèvement : l'agent Ray Fuller
- 2005 : Assaut sur le central 13 : l'officier Kevin Capra
- 2005 : A Simple Curve : Matthew
- 2006 : Déjà Vu : l'agent Larry Minuti
- 2007 : Paranoïak : Daniel Brecht
- 2007 : American Venus : Bob
- 2008 : The Longshots : Coach Fisher
- 2009 : Public Enemies : Gerry Campbell
- 2010 : Devil : Lustig
- 2011 : X-Men : Le Commencement : le directeur de la CIA Mc Cone
- 2013 : White House Down : l'agent Kellerman
- 2015 : Stonewall : le chef de la police Seymour Pine
- 2022 : Lou d'Anna Foerster : Sheriff Rankin.

### Télévision

#### Séries télévisées
- 1986 : Tough Cookies : Richie Messina
- 1987 : Harry : Bobby Kratz
- 1995 : American Gothic : Barrett Stokes (saison 1 épisode 8)
- 1996-1997 : High Incident : le policier Len Gayer
- 1998 : De la Terre à la Lune : Tom Kelly
- 1998 : L.A. Docs ("L.A. Doctors") : Dr Tim Lonner
- 2000-2001 : Urgences : Gordon Price
- 2002-2003 : Boomtown : Dr. Michael Hirsch
- 2005 : FBI : Portés disparus : Larry Hopkins (saison 4 épisode 8)
- 2007 : Raines : le capitaine Dan Lewis
- 2010-2014 : Justified : l'US Marshal Dan Grant
- 2010 : The Pacific : Dr Grant (saison 1 épisode 4)
- 2011-2013 : NCIS : Enquêtes spéciales : le secrétaire à la Navy Clayton Jarvis (11 épisodes)
- 2012 : Alcatraz : M. K (saison 1 épisode 13)
- 2014-2015 : Resurrection : Fred Langston

#### Téléfilms
- 1981 : The Intruder Within : Phil
- 1982 : Till Death Do Us Part : Tony Archer
- 1983 : The Terry Fox Story : Bob Cady
- 1986 : Petite annonce pour grand amour (Classified Love) : Howie
- 1995 : Kansas : Matt
- 1995 : Kingfish: La vie de Huey P. Long (Kingfish: A Story of Huey P. Long) : Seymour Weiss
- 1998 : Un monde trop parfait (Tempting Fate) : Emmett Lach
- 2000 : Nuremberg : le capitaine Gustave Gilbert
- 2001 : Varian's War : Beamish
- 2002 : Bleacher Bums : Greg
- 2002 : Plus fort que le silence : Scott Miller
- 2005 : Karol, l'homme qui devint Pape : Hans Frank.

## Voix françaises
| - Jean-Pierre Leroux dans : - L.A. Docs (en) (série télévisée) - Nuremberg (téléfilm) - Au cœur du pouvoir (en) (série télévisée) - Au service de la liberté (téléfilm) - Plus fort que le silence (téléfilm) - Boomtown (série télévisée) - William Coryn dans : - Palais Royale (en) - K2 - L'Enlèvement - Stumptown (série télévisée) - Bernard Lanneau dans : - Raines (série télévisée) - Devil - Alcatraz (série télévisée) - Jean-François Vlérick dans : - Blue Steel - Lou - Daniel Lafourcade dans : - Des hommes d'honneur - Ce que je sais d'elle... d'un simple regard - Vincent Violette dans : - USS Alabama - Justified: City Primeval (série télévisée) - Jean-Luc Kayser dans : - De la Terre à la Lune (série télévisée) - X-Men : Le Commencement | - Charles Borg dans (les séries télévisées) : - Sharp Objects - Under the Bridge Et aussi - Christian Bénard dans Arrête de ramer, t'es sur le sable - Jean-Claude Montalban dans Les Filous - José Luccioni dans L'Échelle de Jacob - Yves Beneyton dans Haute Tension (série télévisée) - Éric Herson-Macarel dans Paulie, le perroquet qui parlait trop - Philippe Roullier puis Olivier Destrez dans Urgences (série télévisée - 1re voix) - Nicolas Marié dans Prisonniers du temps - Patrick Mancini dans Crime contre l'humanité - Julien Kramer dans La Vie de David Gale - Pierre Laurent dans Assaut sur le central 13 - Stefan Godin dans Déjà vu - Emmanuel Jacomy dans Paranoïak - Michel Dodane dans Justified (série télévisée) - Hervé Bellon dans L'Enfer du Pacifique (mini-série) - Jean-Pol Brissart dans White House Down - Philippe Siboulet dans NCIS : Enquêtes spéciales (série télévisée) - Jean-Michel Vovk dans Resurrection (série télévisée) |